# توماس أ. ديفيس
توماس أ. ديفيس (بالإنجليزية: Thomas A. Davis)‏ هو عسكري أمريكي، ولد في 29 يونيو 1873 في فرجينيا في الولايات المتحدة، وتوفي في 12 فبراير 1964.